# Vieilles Chansons géorgiennes
Pour plus de détails, voir Fiche technique et Distribution.
Vieilles Chansons géorgiennes (en géorgien : ძველი ქართული სიმღერა) est un court-métrage soviétique géorgien réalisé par Otar Iosseliani et sorti en 1969.

## Synopsis
Le film, sans parole ni commentaire, donne à voir et à entendre la culture populaire géorgienne, en particulier la culture ancestrale du chant polyphonique. Il est structuré en quatre séquences, chacune filmée dans une province différente de la Géorgie : la Svanétie, la Mingrélie, l'Iméréthie et la Kakhétie. Leurs habitants prennent la pose devant l'objectif chez eux, dans les rues de leur village, au travail ou sur leurs temps de détente. La bande sonore est composée de différentes formes régionales de chants polyphoniques géorgiens. 

## Fiche technique
- Titre original : ძველი ქართული სიმღერა
- Titre original latin : Dzveli kartuli simgera
- Titre français : Vieilles Chansons géorgiennes
- Réalisation : Otar Iosseliani
- Production : Studio Georgia Films
- Image : T. Chokhonelidze
- Pays de production :  Union soviétique
- Langue originale : géorgien
- Format : noir et blanc — 1,33:1
- Genre : documentaire
- Durée : 21 minutes
- Dates de sortie :
  - URSS : 5 janvier 1969 (Tbilissi)